# Bollnäs köping
Denna artikel handlar om den tidigare kommunen Bollnäs köping. För orten se Bollnäs, för dagens kommun, se Bollnäs kommun.
Bollnäs köping var en tidigare kommun i Gävleborgs län. Centralort var Bollnäs.

## Administrativ historik
Den 6 juli 1888 inrättades Bollnäs municipalsamhälle inom Bollnäs landskommun. Detta bröts sedan ut ur kommunen för att bilda Bollnäs köping den 1 januari 1906.
Den 1 januari 1936 (enligt beslut den 9 januari 1935) överfördes till Bollnäs köping i kommunalt hänseende och i avseende på fastighetsredovisningen från Bollnäs landskommun och Bollnäs jordregistersocken vissa områden omfattande en areal av 0,15 km², varav 0,04 km² land. Områdena hade 4 invånare.
Den 1 januari 1942 slogs Bollnäs köping och Björkhamre köping ihop för att bilda Bollnäs stad.

### Kyrklig tillhörighet
I kyrkligt hänseende tillhörde köpingen Bollnäs församling.

## Köpingsvapen
Bollnäs köping förde inte något vapen.

## Geografi
Bollnäs köping omfattade den 1 januari 1941 en areal av 0,48 km², varav 0,37 km² land.

## Politik

### Mandatfördelning i valet 1938
| 9 | 3 | 5 | 3 |

| 18 |

### Fotnoter
1. 1 2   ( PDF) Folkräkningen den 31 december 1940, I, Areal och folkmängd inom särskilda förvaltningsområden m.m., Befolkningsagglomerationer. Stockholm: Statistiska centralbyrån. 1942. sid. 90 & 92. Arkiverad från originalet den 9 oktober 2014. https://www.webcitation.org/6TCcNWXzt?url=http://www.scb.se/Grupp/Hitta_statistik/Historisk_statistik/_Dokument/SOS/Folkrakningen_1940_1.pdf. Läst 2 december 2017 Arkiverad 1 november 2013 hämtat från the Wayback Machine.
2. ↑   ( PDF) Folkmängden inom administrativa områden den 31 december 1935. Stockholm: Statistiska centralbyrån. 1936. sid. 34 & 41. http://share.scb.se/ov9993/data/historisk%20statistik//SOS%201911-/Befolkningsstatistik/Folkm%C3%A4ngden%20inom%20administrativa%20omr%C3%A5den%20(SOS)%201910-1961/Folkm%C3%A4ngden-inom-administrativa-omr%C3%A5den-1935.pdf. Läst 2 december 2017
3. ↑  Per Andersson: Sveriges kommunindelning 1863-1993, Draking, Mjölby 1993, ISBN 91-87784-05-X, s. 88
4. ↑  ”Förteckning (Sveriges församlingar genom tiderna)”. Skatteverket. 1989. http://www.skatteverket.se/privat/folkbokforing/omfolkbokforing/folkbokforingigaridag/sverigesforsamlingargenomtiderna/forteckning.4.18e1b10334ebe8bc80003999.html. Läst 17 december 2013.